# Kudrynzi (Tschortkiw)
Kudrynzi (ukrainisch Кудринці; russisch Кудринцы/Kudrinzy, polnisch Kudryńce) ist ein Dorf im Rajon Tschortkiw der Oblast Ternopil im Westen der Ukraine.

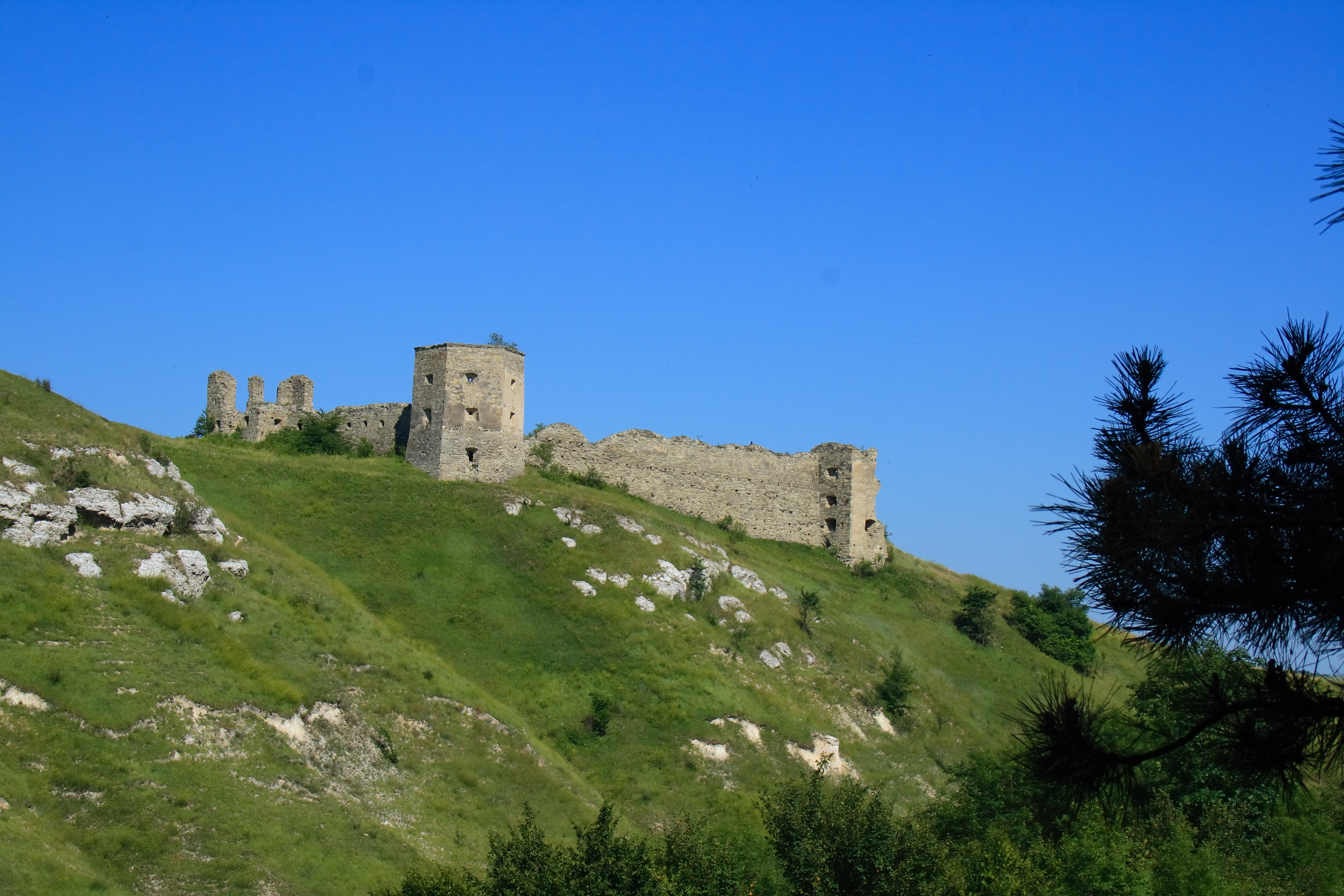
Reste der Burg im Ort

Der Ort liegt etwa 115 Kilometer südöstlich der Oblasthauptstadt Ternopil und 28 Kilometer südöstlich der ehemaligen Rajonshauptstadt Borschtschiw am Westufer des Sbrutsch.
Am 20. Juli 2015 wurde das Dorf ein Teil der Siedlungsgemeinde Melnyzja-Podilska im Rajon Borschtschiw; bis dahin bildete es zusammen mit dem Dorf Mychajliwka (Михайлівка) die Landratsgemeinde Kudrynzi (Кудринецька сільська рада/Kudrynezka silska rada) im Südosten des Rajons Borschtschiw.
Am 17. Juli 2020 wurde der Ort Teil des Rajons Tschortkiw.
Der Ort wurde zu Beginn des 15. Jahrhunderts gegründet, erhielt 1518 das Magdeburger Stadtrecht und lag zunächst in der Adelsrepublik Polen-Litauen, Woiwodschaft Podolien. 1772 kam der Ort als Kudrynce zum damaligen österreichischen Kronland Galizien und wurde hier Grenzort zu Russland. Zwischen 1810 und 1815 war er kurzzeitig innerhalb des Tarnopoler Kreises ein Teil des Russischen Kaiserreiches und kam dann wieder in österreichische Hand, ab 1867 war er im galizischen Bezirk Borszczów eingegliedert. Der Ort hatte hier den Status eines Marktstädtchens, verlor diesen aber nach 1939. Der Ort wurde in österreichischer Zeit in die 2 Ortsteile Kudryńce Górne und Kudryńce Dolne unterteilt, bereits vor 1900 wurde dann beide Ortsteile vereinigt.
Nach dem Ende des Ersten Weltkrieges kam der Ort zur Polnischen Republik (in die Woiwodschaft Tarnopol, Powiat Borszczów, Gmina Kudryńce), wurde im Zweiten Weltkrieg 1939 bis 1941 von der Sowjetunion und dann bis 1944 von Deutschland besetzt und hier in den Distrikt Galizien eingegliedert.
Nach dem Ende des Krieges wurde der Ort der Sowjetunion zugeschlagen, dort kam das Dorf zur Ukrainischen SSR und ist seit 1991 ein Teil der heutigen Ukraine.
Im Ort befinden sich die Ruinen der Burg Kudrynzi, auf der gegenüberliegenden Seite des Sbrutsch befindet sich das gleichnamige Dorf Kudrynzi, dieses liegt jedoch in der Oblast Chmelnyzkyj.